# Cameron Maybin
Cameron Keith Maybin (Asheville, 4 aprile 1987) è un ex giocatore di baseball statunitense.

## Carriera

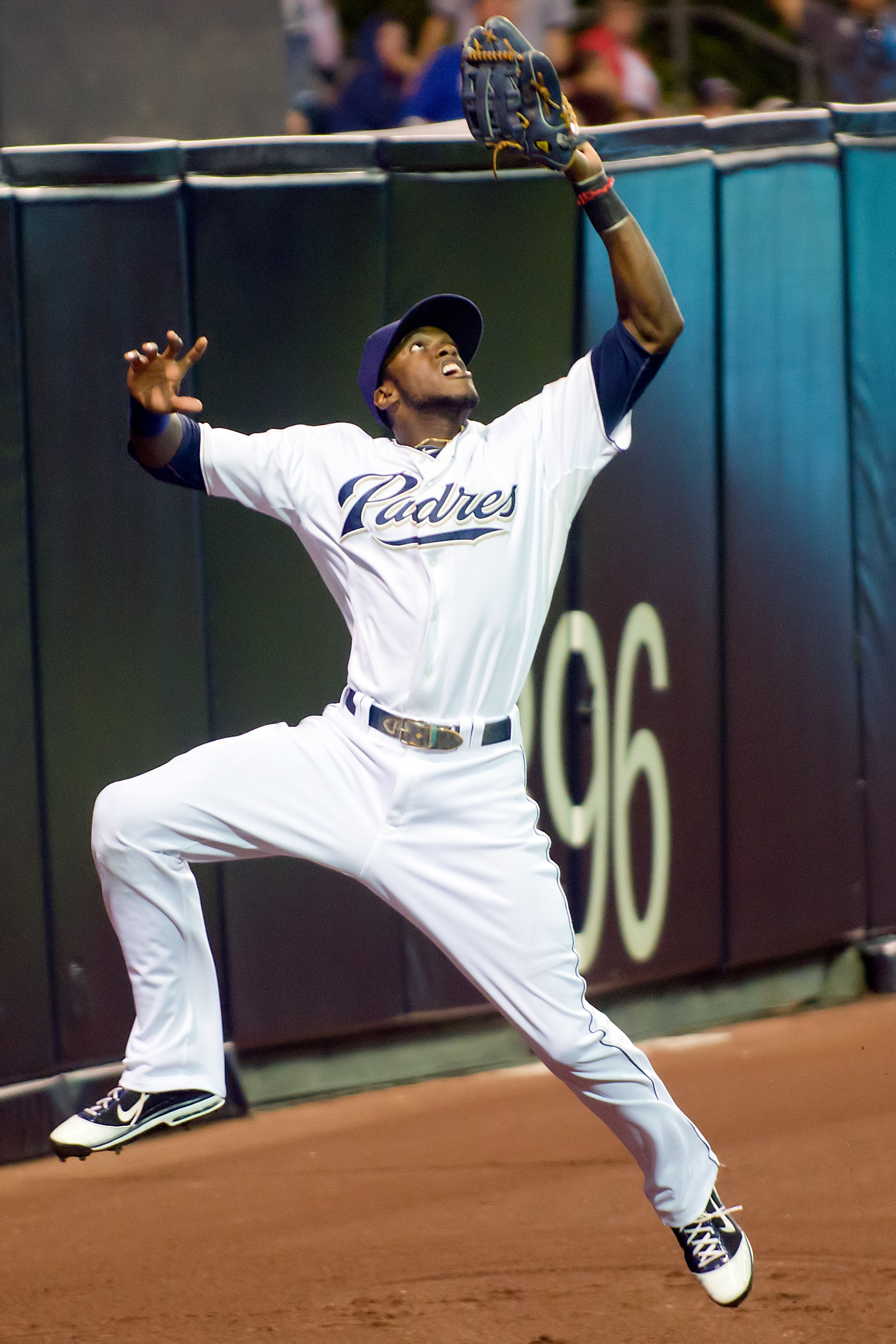
Maybin con i Padres nel 2011

### Inizi e Minor League
Nato ad Asheville nel Nord Carolina, Maybin frequentò la T. C. Roberson High School nella sua città natale. Da lì venne selezionato nel primo turno, come 10º scelta assoluta del draft MLB 2005, dai Detroit Tigers. Iniziò a giocare nel 2006 nella classe A, in cui disputò l'intera stagione. Assegnato nella classe A-avanzata per l'inizio della stagione 2007, ottenne la promozione nella Doppia-A il 10 agosto dello stesso anno.

### Major League
Debuttò nella MLB il 17 agosto 2007, allo Yankee Stadium di New York City, contro i New York Yankees. Schierato come esterno sinistro titolare, subì due strikeout in quattro turni di battuta affrontati. Il giorno successivo al debutto, il 18 agosto, sempre con gli Yankees, Maybin fece registrare la prima valida (un singolo) e il primo fuoricampo, entrambi su lancio di Roger Clemens. Chiuse la stagione con 24 partite disputate nella MLB e 91 nella minor league, di cui 83 nella classe A-avanzata, 2 nella classe Rookie e 6 nella Doppia-A.
Il 5 dicembre 2007, i Tigers scambiarono Maybin, Andrew Miller, Mike Rabelo, Dallas Trahern, Eulogio De La Cruz e Burke Badenhop con i Florida Marlins per Dontrelle Willis e Miguel Cabrera. Nel 2008 giocò solamente 8 partite nella MLB a confronto delle 108 disputate nella Doppia-A. Nel 2009 venne schierato invece in 54 partite nella MLB e in 82 della Tripla-A, mentre nel 2010 disputò 82 incontri nella MLB e 36 nella minor league, di cui 33 nella Tripla-A.
Il 13 novembre 2010, Maybin venne scambiato con i San Diego Padres per Ryan Webb ed Edward Mujica.
Nella stagione 2011 divenne il nono giocatore nella storia della squadra con 40 basi rubate in una stagione. Quell'anno ebbe una media battuta di .264, con 9 home run e 40 punti battuti a casa (RBI), diventando il candidato della squadra per l'Hank Aaron Award. Il San Diego Union-Tribune lodò le prestazioni in difesa di Maybin, definendo il suo acquisto "uno dei migliori affari nella storia dei Padres", dichiarandolo miglior giocatore della squadra.
Nelle successive stagioni con la squadra non ebbe altrettanto successo: nella prima metà del 2012 ebbe una media battuta di .212, chiusa poi a .243, nel 2013 disputò solamente 14 partite a causa di infortunio, prima al polso destro e poi al ginocchio sinistro, e nel 2014 fu sospeso per 25 gare per essere risultato positivo alle anfetamine in un controllo antidoping. Per quest'ultima vicenda, Maybin affermò che esse erano contenute in una cura per la sua sindrome da deficit di attenzione ma di "assumersi pienamente la responsabilità" per l'accaduto.
Il 5 aprile 2015, i Padres scambiarono Maybin, Carlos Quentin, Matt Wisler e il giocatore di minor league Jordan Paroubeck con gli Atlanta Braves per Craig Kimbrel e Melvin Upton Jr.. Militò tra le file dei Braves per l'intera stagione 2015. Il 20 novembre 2015, i Braves scambiarono Maybin con i Detroit Tigers per Ian Krol e Gabe Speier mentre nel 2016 fece ritorno per una stagione ai Tigers.
Nel 2017 iniziò la stagione con i Los Angeles Angels prima di passare il 31 agosto agli Houston Astros dopo essere stato svincolato. In gara 2 delle World Series 2017, Maybin entrò in campo come sostituto battitore: batté un singolo e rubò la seconda base nell'undicesimo inning prima di segnare il punto della vittoria su un fuoricampo di George Springer. La serie si concluse con Houston che conquistò il primo titolo in 56 anni di storia in gara 7.
Il 21 febbraio 2018, Maybin sottoscrisse un contratto di un anno con i Marlins, ritornando quindi a Miami dopo sette stagioni. Il 31 luglio 2018, Maybin fu scambiato con i Seattle Mariners in cambio dell'interbase Bryson Brigman e un compenso monetario.
Il 21 febbraio 2019, Maybin firmò un contratto di minor league con i San Francisco Giants e il 22 marzo venne rilasciato dalla squadra. Il 29 marzo, Maybin firmò un nuovo contratto di minor league, stavolta con i Cleveland Indians. Dopo aver giocato in Tripla-A nelle prime giornate della stagione, Maybin venne scambiato dagli Indians il 25 aprile, con i New York Yankees, per una somma in denaro. Divenne free agent a fine stagione 2019.
Il 12 febbraio 2020, Maybin firmò un contratto valido un anno del valore di 1.5 milioni di dollari (per la terza volta in carriera) con i Detroit Tigers.
Il 31 agosto 2020, i Tigers scambiarono Maybin con i Chicago Cubs per il giocatore di minor league Zack Short.
Il 18 maggio 2021, i Cubs scambiarono Maybin con i New York Mets per la cifra simbolica di un dollaro. Concluse la stagione con 9 partite disputate nella MLB e 83 partite giocate in due squadre differenti della Tripla-A. Divenne free agent a fine stagione e il 3 gennaio 2022, annunciò il ritiro dal baseball professionistico.

## Vita Privata
Cameron ha diversi cugini che come lui sono atleti professionisti, Aaron Maybin e Jalen Reeves-Maybin nel football americano in NFL, Rashad McCants e Rashanda McCants nella pallacanestro in NBA e WNBA e, sempre nel football americano, il cugino di terzo grado John Avery nella Canadian Football League.

## Palmarès

### Club
- World Series: 1

Houston Astros: 2017

### Individuale
- Giocatore della settimana: 2

NL: 24 luglio 2011
AL: 22 maggio 2016